# Günter Spieß
Günter Spieß (geboren im 20. Jahrhundert) ist ein ehemaliger deutscher Rollstuhlfechter.

## Werdegang
Günter Spieß wollte trotz seiner schweren Behinderung Leistungssport betreiben. Er entschied sich für das Fechten, sowohl für das Florett- als auch für das Säbelfechten. Wegen seiner guten Leistungen wurde er in die Deutsche Behindertensportnationalmannschaft berufen, mit der er bei den Paralympischen Sommerspielen 1988 in Seoul mit der Säbelfechtermannschaft und mit der Florettmannschaft jeweils die Silbermedaille gewinnen konnte. Dann wurde er bei den Paralympischen Sommerspielen 1992 in Barcelona in der Klasse 3–4 eingesetzt. In der Rollstuhlflorettmannschaft mit Wolfgang Kempf, Dieter Leicht und Maximilian Miller gewann er die Bronzemedaille. Als Mitglied der Säbelfechtermannschaft, ebenfalls in der Leistungsklasse 3–4, mit Wilfried Lipinski, Wolfgang Kempf und Uwe Bartmann gewann er die Silbermedaille. Des Weiteren nahm er 1996 an den Paralympischen Spielen in Atlanta teil und wurde mit der Degen- und der Florettmannschaft jeweils Vierter. Im Florettfechten kam er dort im Einzelwettbewerb bis ins Viertelfinale.
Für seine Erfolge wurden Spieß und seine Teammitglieder von Bundespräsident Richard von Weizsäcker mit dem Silbernen Lorbeerblatt ausgezeichnet.